# Dacă am fi ticăloși
Dacă am fi ticăloși reprezintă romanul de debut al autoarei americane M. L. Rio⁠(d), publicat inițial în 2017 de Flatiron Books. Acesta se centrează pe un mister de crimă în jurul lui Oliver Marks, un fost actor al conservatorului fictiv Dellecher Shakespeare, și se desfășoară în principal pe parcursul celui de-al patrulea și ultimul an al său în cadrul conservatorului. Intriga explorează o serie de dinamici complexe între un grup de tineri actori și relațiile lor interconectate, în timp ce dezvăluie treptat detalii despre crimă și despre trecutul lor plin de intrigi și trădări. În prezent, este în dezvoltare o adaptare a romanului sub formă de serial.

## Plot
În seara premergătoare eliberării sale condiționate, după zece ani de detenție pentru o crimă despre care detaliile nu sunt niciodată clarificate, Oliver Marks este abordat de detectivul Colborne, liderul echipei care s-a ocupat de investigarea cazului său. Deși cazul a fost considerat închis și Oliver urmează să fie eliberat, Colborne rămâne sceptic în legătură cu povestea oficială, simțind că adevărul din spatele crimelor din care Oliver a fost condamnat nu a fost pe deplin dezvăluit. În urma acestei neliniști interioare și a unei analize îndelungate a cazului, Colborne își anunță retragerea din poliție, iar în semn de respect pentru Oliver, îi cere acestuia să-i dezvăluie adevărul, dorind să afle ce s-a întâmplat cu adevărat.
Oliver, conștient de natura complicată a poveștii și de posibilele consecințe ale mărturiei sale, acceptă oferta detectivului, dar pune o condiție esențială: Colborne să nu folosească informațiile ce vor fi dezvăluite pentru a influența vreun aspect al cazului său. Această cerere a lui Oliver sugerează o realitate mult mai complexă decât simpla inocență sau vinovăție – el cere ca adevărul să fie ascultat nu pentru a răsturna sentințele, ci pentru a înțelege natura lucrurilor așa cum sunt ele, chiar și cu riscul de a submina propriile sale perspective și vieți. Astfel, interacțiunea dintre cei doi bărbați deschide drumul unei căutări profunde a adevărului, în care fiecare va trebui să înfrunte nu doar trecutul, ci și propria viziune despre justiție și moralitate.
În 1997, Oliver se află în ultimul său an la prestigiosul Conservator Clasic Dellecher, unde trăiește alături de cei șase colegi ai săi într-un mic cămin denumit „Castelul”. Întrucât studenții cu performanțe slabe sunt eliminați în fiecare an, cei șapte sunt singurii studenți la actorie din anul patru care au rămas. Cu o noapte înainte de audițiile pentru Iulius Cezar, unul dintre studenți — Alexander — sugerează că aceste audiții sunt inutile, întrucât toți șapte au fost constant tipizați în roluri prestabilite: eroul (James), răufăcătorul (Alexander), tiranul (Richard), femeia fatală (Meredith), ingénue (Wren) și cei doi ghinioniști, care au fost repartizați în roluri mici (Oliver și Filippa). Când primesc distribuția, predicțiile lui Alexander se dovedesc a fi corecte.
Totuși, situația se schimbă în cadrul spectacolului anual de Halloween, în care câteva scene selectate din Macbeth sunt interpretate de către studenții din anul patru, așa cum este tradiția în fiecare an. Fiecare student primește un plic conținând atribuirea rolului și scenele ce trebuie pregătite, alături de instrucțiuni de a nu împărtăși aceste informații cu colegii. Oliver este desemnat să joace rolul lui Banquo și este surprins să-l vadă pe James, și nu pe Richard, în rolul lui Macbeth în noaptea de Halloween. După spectacol, studenții organizează o petrecere, unde un Richard beat și plin de gelozie ajunge să-l atace pe James, aproape călăuindu-l în lacul unde fusese montată piesa. Richard își cere scuze cu reticență, iar grupul încearcă să treacă cu vederea incidentul.
În săptămânile care urmează, Richard devine din ce în ce mai violent și începe să atace colegii săi de scenă, inclusiv pe iubita sa Meredith, pe James și pe Oliver, în timpul reprezentațiilor din Cezar. Oliver, Alexander și James decid să riposteze în scena morții lui Cezar, iar aceasta iese rapid de sub control. La petrecerea de după spectacol, Richard lovește un student care flirtase cu Meredith. Apoi o numește pe Meredith „curvă” și se ceartă fizic cu ea. După acest incident, Oliver o caută pe Meredith pentru a o consola, iar cei doi ajung să aibă o relație sexuală.
A doua zi dimineață, Oliver și Meredith sunt treziți de Filippa. Aceasta îi conduce către lac, unde descoperă corpul lui Richard, cu craniul frânt. El este în viață, dar aproape mort. James încearcă să-l ajute, dar este oprit de Alexander, care sugerează că ar trebui să-l lase să moară, punând astfel capăt regimului său de teroare. Grupul ajunge la un consens și decide să aștepte ca Richard să moară, urmând să sune la poliție și să pretindă că l-au găsit deja mort atunci când au dat peste el.
Studenții sunt interogați pe scurt de poliție, condusă de detectivul Colborne, iar moartea lui Richard este considerată un accident cauzat de beție. Oliver se întoarce acasă pentru sărbătoarea de Ziua Recunoștinței  și află că părinții săi nu vor plăti pentru ultimul său semestru, deși școala este de acord să-i permită să lucreze part-time ca îngrijitor pentru a-și acoperi cheltuielile cu taxele de școlarizare. După ce studenții se întorc din vacanță, se pregătesc să joace scene din Romeo și Julieta, o altă tradiție, la balul de Crăciun mascat. În timpul reprezentației, Oliver descoperă că James este îndrăgostit de Wren. Acesta devine gelos și realizează că, de fapt, este atras romantic de James.
După ce Oliver o vizitează pe Meredith în vacanța de iarnă, cei doi devin din ce în ce mai apropiați și încep să se întâlnească și să aibă relații sexuale mai frecvent. Când Oliver se întoarce la Dellecher, își îndeplinește noile îndatoriri de îngrijitor și curăță Castelul, supraveghind, din întâmplare, o vizită a detectivului Colborne și a partenerului său. În timpul conversației, Colborne admite că, în ciuda concluziei oficiale, nu crede că moartea lui Richard a fost un accident. După această discuție, Oliver descoperă o bucată de țesătură pătată cu sânge în șemineu și o ascunde printre seturile abandonate din clădirea de Arte Frumoase.
Studenții din anul patru sunt desemnați să joace King Lear ca producție de primăvară. Totuși, pe măsură ce semestrul progresează, starea mentală a distribuției devine tot mai sumbră din cauza morții lui Richard. Wren începe să sufere de episoade de leșin, James îi frânge nasul lui Oliver în timpul antrenamentului de luptă, iar Alexander suferă o supradoză de droguri, dar supraviețuiește. În noaptea petrecerii distribuției din Lear, James se îmbată și începe să se comporte ciudat, vorbind doar în rolul lui Edmund. A doua zi dimineață, în timp ce Oliver curăță camera lor de cămin, descoperă un cârlig de barcă pătat cu sânge, ascuns în salteaua lui James.
Oliver îl confruntă pe James în timpul pauzei din Lear, iar James, cu reticență, îi mărturisește adevărul. În timpul petrecerii distribuției din Cezar, când Richard a ieșit furios din sală, a agresat-o pe Wren, care încerca să-l calmeze. Wren l-a implorat pe James să-l urmeze pe Richard, temându-se că ar putea să se rănească. James l-a căutat pe Richard lângă lac, doar pentru a realiza că Richard îl urmărise tot timpul. Richard a început să-l batjocorească și să-l amenințe, făcându-i, în cele din urmă, o remarcă homofobă în care i-a acuzat pe James și Oliver că sunt îndrăgostiți unul de celălalt și amenințându-l pe James că îl va îneca în lac. James a apucat cel mai apropiat obiect — cârligul de barcă — și l-a lovit pe Richard cu el. James mărturisește și că Filippa știa despre crimă și că ea a fost cea care i-a ars cămașa pătată cu sânge în șemineu.
Oliver și James se întorc la  piesa Lear, doar pentru a vedea că Colborne îi așteaptă în culise. Conștienți că timpul lor a expirat, James îl sărută pe Oliver pe scenă. Înainte ca Colborne să poată face o arestare, Oliver mărturisește că el a comis crima lui Richard, folosind o variantă ușor modificată a poveștii lui James. Având amprentele sale atât pe bucata de cămașă, cât și pe cârligul de barcă, Oliver este arestat și pus sub acuzare. Totuși, Colborne nu crede că el este adevăratul criminal.
În ziua eliberării lui Oliver din închisoare, în 2008, Filippa, singura membră a grupului cu care a menținut contact constant, vine să-l ia. Oliver este nerăbdător să se reunească cu James, care încetase să-l viziteze, dar află că acesta s-a sinucis cu patru ani înainte. În schimb, Oliver merge să o viziteze pe Meredith, care între timp devenise o actriță de televiziune stabilită în Chicago. Ea îi mărturisește că a fost ea cea care i-a spus lui Colborne să-l aresteze pe James în timpul reprezentației, deoarece James îi mărturisise într-o zi, după un repetiție intensă. Oliver recunoaște că a fost îndrăgostit de James în perioada în care au fost împreună, dar spune că o iubea și pe ea. Cei doi își reiau relația, cu rețineri, dar cu speranța unui nou început.
Filippa îi trimite lui Oliver scrisoarea de adio a lui James, pe care acesta o adresase către el. Oliver o recunoaște ca fiind un monolog din Pericles, Prințul din Tyrus, în care Pericles plânge moartea aparentă a soției sale, Thaisa, în mijlocul unei furtuni pe mare. Corpul acesteia este aruncat în ocean, dar — fără știrea lui Pericles — ajunge pe malul unei case de doctor, care o poate revigora. Timp de ani de zile, Thaisa trăiește ascunsă de restul societății ca preoteasă, crezând că soțul ei a murit în furtună, până când zeița Diana le oferă ajutorul pentru a-i reuni. După ce cercetează online moartea lui James, Oliver află că trupul acestuia nu a fost niciodată găsit.

## Personaje
- Oliver Marks – Protagonistul romanului, Oliver se consideră a fi cel mai puțin talentat membru al trupei de actori. Este un copil de mijloc dintr-o familie în care tatăl său se opune vehement dorinței lui de a deveni actor. Joacă rolul prietenului loial, fiind un personaj ce sprijină și protejează pe cei din jur, dar care simte că talentul său este subestimat.

- Richard Stirling – Un actor talentat, dar cu o latură întunecată și abuzivă. Este un actor dintr-o familie de actori, având un rol important în trupă. Joacă rolul tiranului, un personaj dominator și dictatorial, care ascunde un comportament violent și abuziv față de cei din jur, mai ales față de iubita sa, Meredith.

- James Farrow – Cel mai bun prieten al lui Oliver și fiul unui profesor de literatură și al unei studente mult mai tinere. James este văzut de toți drept un actor promițător, dar și o persoană complexă. Joacă rolul eroului, un personaj admirat, respectat, dar și plin de vulnerabilități interioare.

- Meredith Dardenne – O femeie extrem de frumoasă, cu păr roșu, provenind dintr-o familie înstărită de ceasornicari. Este iubita lui Richard, dar în același timp o figură complexă ce se simte prinsă între iubirea pentru el și propriile dorințe. Joacă rolul ispititoarei, un personaj care atrage și manipulează prin frumusețea și farmecul său.

- Alexander Vass – Un fost elev dintr-un sistem de plasament, de origine latino-americană, care se luptă cu dependența de droguri. Este un personaj complex, marcat de traume din copilărie și identitate. Joacă rolul răufăcătorului, un personaj care sfidează normele și adesea este în conflict cu ceilalți membri ai trupei.

- Wren Stirling – Vărul lui Richard, o actriță de talie mare și a doua generație de actori. Joacă rolul inocentei, un personaj tânăr, pur, dar cu o adâncă vulnerabilitate care o face să fie foarte apreciată și dorită.

- Filippa Kosta – Singura actriță care rămâne apropiată de Oliver după ce acesta ajunge în închisoare. După absolvire, Filippa începe să lucreze pentru conservatoriu. Joacă rolul cameleonului, un personaj cu o natură fluidă, capabil să se adapteze și să se transforme, dar care rămâne mereu cu un rol ambiguu în cadrul trupei.

- Detective Joseph Colborne – Detectivul principal care îl pune pe Oliver în închisoare. Colborne este un om rigid, dar cu o adâncă curiozitate pentru adevărul din spatele crimelor din conservatoriu. El joacă rolul unui antagonist moral, fiind cel care caută răspunsuri, chiar și atunci când acestea sunt incomode.

- Frederick Teasdale – Unul dintre cei doi profesori principali ai studenților din anul patru la Dellecher. Un bărbat mai în vârstă, deosebit de binevoitor și plin de înțelepciune. Este profesorul preferat al lui James și se află pe o poziție de autoritate în cadrul conservatorului.

- Gwendolyn Oswald – Celălalt profesor principal al studenților din anul patru, cunoscută pentru severitatea și disciplina sa. Este profesorul favorit al lui Richard și joacă rolul unei autorități stricte, ce pune accent pe disciplina și munca intensă.

- Camilo Verela – Coregraful de lupte, antrenorul personal și specialistul în mișcare al personajelor principale. Este un bărbat tânăr din Chile, descris ca având o barbă închisă la culoare și un cercel de aur. Rolul său este acela de a le învăța pe personaje cum să execute mișcări de luptă și cum să înțeleagă importanța pregătirii fizice în carierele lor de actori.

## Recepție
Romanul a primit recenzii amestecate. The New York Times l-a descris ca fiind "atât bun, cât și rău", indicând o opinie împărțită asupra meritelor sale. Kirkus Reviews l-a caracterizat drept un "debut melodramatic și plin de suspans", subliniind narativul său tensionat, dar poate și o dependență de melodramă. Pe Goodreads, cartea are un rating mediu de 4,2 stele din 5, ceea ce sugerează că un număr semnificativ de cititori au găsit-o interesantă și valoroasă. Mai mulți cititori, inclusiv Cynthia d'Aprix Sweeney, autoarea romanului The Nest, au făcut comparații între această carte și The Secret History de Donna Tartt, subliniind asemănările în teme precum un grup restrâns de studenți, un sentiment de elitism intelectual și consecințele întunecate care apar într-o astfel de comunitate.

## Adaptare ecranizată
În septembrie 2022, a fost anunțat că producătorul Sex Education, Eleven Film, colabora cu compania canadiană de producție Blink49 Studios pentru a dezvolta o adaptare a seriei If We Were Villains.